# Movimento Yamagishi
O movimento Yamagishi é uma rede de comunidades intencionais igualitárias que teve origem no Japão. As pessoas nestas comunidades vivem sem dinheiro e com bens pessoais mínimos, mas as suas necessidades são atendidas pela comunidade. Não existem chefes nem horários de trabalho definidos. As suas principais indústrias são a agricultura e a pecuária.

## História
O movimento começou em 1956, quando Miyozo Yamagishi e um grupo dos seus seguidores uniram os seus recursos. Em 2008, o grupo tinha cerca de 1.200 membros no Japão.

## Mundialmente
O grupo tem comunidades na Austrália, Brasil, Tailândia, Coreia do Sul, Suíça e Estados Unidos.

## Ações judiciais e críticas
O movimento foi processado por ex-membros que buscavam recuperar os seus ativos financeiros, que deveriam ser doados quando eles se filiaram. O movimento também foi criticado pela mídia no Japão por questões de bem-estar infantil.